# アクシス:ボールド・アズ・ラヴ
『アクシス:ボールド・アズ・ラヴ』（Axis: Bold As Love）は、ザ・ジミ・ヘンドリックス・エクスペリエンスが1967年に発表した2作目のスタジオ・アルバム。
『ローリング・ストーン』誌が大規模なアンケートで選んだ『オールタイム・グレイテスト・アルバム』に於いて、83位にランクイン。

## 解説
前作『アー・ユー・エクスペリエンスト?』に比べてメロディアスな楽曲が増えたという評価がある。ジミの代表的なバラード「リトル・ウィング」を収録。その一方で、冒頭の「放送局EXP」や、ギター・ソロでフェイザーを使用した「ボールド・アズ・ラヴ」など、実験的な音作りも行われている。制作スタッフは、フェイザーを導入するに当たって、この機器を先行して用いていたスモール・フェイセスの楽曲「イチクー・パーク」を参考にしたという話が伝わっている。ジミは、本作のレコーディング・セッションで、色の名前を言うことで音のイメージを伝えたという。
収録曲は、ライブでも演奏された。「スパニッシュ・キャッスル・マジック」は、ウッドストック・フェスティバルやワイト島音楽祭などで演奏されている。「リトル・ウィング」は、1969年2月24日のロイヤル・アルバート・ホール公演、サンフランシスコ・ウィンターランドの録音が残されている。「明日まで待って」「リトル・ミス・ラヴァー」は、BBCでのライブ音源が残されている。
アルバム完成直後に第1面のマスターテープを紛失したと言われており、一晩で作り直された。オリジナル版は、モノとステレオの2種が同時発売された。モノ・ミックス盤は、2000年に米Classic Recordsからヴィニール盤のみで再発売された。1970年の英国廉価再発盤「Backtrack 11」でステレオの別ミックス版が使われ、欧州・日本盤CD初版に使われたものも同様。1991年のリマスター再発以降、オリジナル・ステレオ・ミックスが使われている。

## 収録曲
「シーズ・ソー・ファイン」のみノエル・レディング作、他はジミ・ヘンドリックス作。
Side 1
1. 放送局EXP - EXP
2. 空より高く - Up from the Skies
3. スパニッシュ・キャッスル・マジック - Spanish Castle Magic
4. 明日まで待って - Wait Until Tomorrow
5. エイント・ノー・テリング - Ain't No Telling
6. リトル・ウィング - Little Wing
7. もしも もしも - If 6 Was 9

Side 2
1. フローティング - You Got Me Floatin'
2. 砂のお城 - Castles Made of Sand
3. シーズ・ソー・ファイン - She's So Fine
4. 雨を望めば - One Rainy Wish
5. 可愛い恋人 - Little Miss Lover
6. ボールド・アズ・ラヴ - Bold as Love

### DVDボーナストラック
1. ボールド・アズ・ラヴ
2. リトル・ウィング
3. スパニッシュ・キャッスル・マジック
4. 砂のお城
5. もしも もしも

## 参加ミュージシャン
- ジミ・ヘンドリックス - ギター、ボーカル、ベース、ピアノ、フルート
- ノエル・レディング - ベース、ボーカル
- ミッチ・ミッチェル - ドラムス、グロッケンシュピール、ナレーション

ゲスト・ミュージシャン
- ロイ・ウッド - バック・ボーカル（B1）
- トレヴァー・バートン - バック・ボーカル（B1）

## カヴァー

### リトル・ウイングのカヴァー
- デレク・アンド・ザ・ドミノス『いとしのレイラ』（1970年）
- スティング『ナッシング・ライク・ザ・サン』（1987年）
- タック&パティ『ラヴ・ウォーリアーズ』（1989年）-「キャッスルズ・メイド・オブ・サンド」とのメドレーにアレンジ
- スティーヴィー・レイ・ヴォーン『ザ・スカイ・イズ・クライング』（1991年）- 未発表音源集
- ポール・ロジャース『シングズ・ジミ・ヘンドリックス・ライヴ』（1993年）
- ザ・コアーズ『トーク・オン・コーナーズ』（1997年）
- ウリ・ジョン・ロート『レジェンズ・オブ・ロック～ライヴ・アット・キャッスル・ドニントン』（2002年）- 2001年録音
- 松本孝弘『華』（2002年）

### その他
- ギル・エヴァンスによるトリビュート・アルバム『プレイズ・ジミ・ヘンドリックス』（1974年）には、「空より高く」と「砂のお城」のカヴァー収録。
- 「スパニッシュ・キャッスル・マジック」は、イングヴェイ・マルムスティーンのライブで度々演奏され、カヴァー・アルバム『インスピレーション』（1996年）にも収録。
- 「明日まで待って」は、カエターノ・ヴェローゾ&ジルベルト・ジルのコラボレーション・アルバム『トロピカリア2』（1993年）で取り上げられた。
- 「もしも もしも」は、トッド・ラングレン『誓いの明日』（1976年）にカヴァー収録。
- 「砂のお城」は、レッド・ホット・チリ・ペッパーズのライブで演奏された。その時の音源は、コンピレーション・アルバム『アウト・イン・LA』に収録された後、『母乳』（1989年）の2003年リマスターCDにボーナス・トラックとして追加される。
- 「雨を望めば」は、ブライアン・メイ『アナザー・ワールド』（1998年）でカヴァーされた。
- 「ボールド・アズ・ラヴ」は、ジョン・メイヤーの『コンティニュアム』（2006年）にカヴァー収録。